# Önfoglalkoztatás
Az önfoglalkoztatás az az állapot, amikor valaki saját magának, és nem egy munkaadónak dolgozik. Az adóhatóságok általában akkor tekintenek egy személyt önálló vállalkozónak, ha a személy úgy dönt, hogy ilyenként ismerik el, vagy ha a személy olyan jövedelmet termel, amelyre vonatkozóan adóbevallást kell benyújtani. A való világban az adóhatóságok számára nem az a kritikus kérdés, hogy egy személy folytat-e üzleti tevékenységet (amit kereskedelmi tevékenységnek neveznek, még akkor is, ha szolgáltatásnyújtásról van szó), hanem az, hogy a tevékenység nyereséges-e, és így potenciálisan adóköteles-e. Más szóval, a kereskedést valószínűleg figyelmen kívül hagyják, ha nincs profit, így az alkalmi és hobbi- vagy rajongói alapú gazdasági tevékenységet az adóhatóságok általában figyelmen kívül hagyják. Az önálló vállalkozókat általában egyéni vállalkozóként (vagy egyéni vállalkozóként), független vállalkozóként vagy partnerség tagjaként osztályozzák.
Az önálló vállalkozók általában maguk találják meg munkájukat, ahelyett, hogy a munkáltató biztosítaná számukra a munkát; jövedelmüket egy szakmából, kereskedelmi vállalkozásból vagy saját vállalkozásukból szerzik. Egyes országokban, például az Egyesült Államokban és az Egyesült Királyságban, a hatóságok nagyobb hangsúlyt fektetnek annak tisztázására, hogy egy adott személy önálló vállalkozó-e, vagy álcázott foglalkoztatást folytat-e — más szóval úgy tesz, mintha szerződéses vállalkozó lenne, hogy elrejtse a valójában munkáltató és munkavállaló közötti kapcsolatot.
| Country          | Rate (%) |
| ---------------- | -------- |
| Kolumbia         | 53.1     |
| Brazília         | 33.3     |
| Mexikó           | 31.8     |
| Görögország      | 31.8     |
| Törökország      | 30.2     |
| Costa Rica       | 26.6     |
| Dél-Korea        | 24.6     |
| Chile            | 23       |
| Olaszország      | 21.8     |
| Lengyelország    | 19.7     |
| Új-Zéland        | 19.7     |
| Csehország       | 15.9     |
| Hollandia        | 15.8     |
| Spanyolország    | 15.8     |
| Portugália       | 15.5     |
| Svájc            | 15.3     |
| Finnország       | 14.6     |
| Írország         | 14.1     |
| Belgium          | 14.1     |
| Szlovénia        | 14       |
| Lettország       | 13       |
| Izrael           | 12.4     |
| Franciaország    | 12.6     |
| Magyarország     | 12.5     |
| Ausztria         | 11.9     |
| Litvánia         | 11.6     |
| Svédország       | 10.6     |
| Luxemburg        | 10.2     |
| Japán            | 9.8      |
| Ausztrália       | 9.5      |
| Németország      | 8.8      |
| Dánia            | 8.8      |
| Kanada           | 7.7      |
| Oroszország      | 6.8      |
| Egyesült Államok | 6.3      |
| Norvégia         | 4.7      |

## Különbség az önfoglalkoztatás, a vállalkozói tevékenység és a startup között
Az önfoglalkoztatás elsősorban a vállalkozás alapítójának biztosít munkát. A vállalkozás kifejezés minden új vállalkozásra vonatkozik, beleértve az önfoglalkoztatást és azokat a vállalkozásokat is, amelyek soha nem szándékoznak nagyra növekedni vagy bejegyeztetni magukat, de a startup kifejezés olyan új vállalkozásokra utal, amelyek az alapítóknál több embernek kívánnak munkát és jövedelmet biztosítani, és alkalmazottakat szeretnének felvenni és naggyá válni.
- önfoglalkoztatás: olyan szervezet, amelyet azzal az elsődleges céllal hoztak létre, hogy munkát biztosítson az alapítónak.
- vállalkozás: bármely új szervezet.
- startup: egy ideiglenes új szervezet, amelyet azzal a szándékkal hoztak létre, hogy nagyobb legyen, vagy legalább legyenek alkalmazottak.

## Egyesült Államok
Bár az általános vélekedés az, hogy az önfoglalkoztatás néhány szolgáltató szektorra koncentrálódik, mint például az értékesítők és a biztosítási ügynökök, a Kisvállalkozási Hivatal (Small Business Administration) kutatása kimutatta, hogy az önfoglalkoztatás az amerikai gazdaság széles szegmensében előfordul. Továbbá azokban az iparágakban, amelyeket általában nem tartanak természetesnek az önfoglalkoztatáshoz, mint például a gyártás, valójában nagy arányban vannak jelen az önfoglalkoztatók és az otthoni vállalkozások.
Az Egyesült Államokban bármely személyt adózási szempontból önálló vállalkozónak tekintenek, ha egyéni vállalkozóként, független vállalkozóként, partnerség tagjaként vagy olyan korlátolt felelősségű társaság tagjaként vezet vállalkozást, amely nem választja, hogy vállalatként kezeljék. A jövedelemadón kívül ezeknek a személyeknek társadalombiztosítási és egészségügyi adót is kell fizetniük SECA (önfoglalkoztatási hozzájárulásokról szóló törvény) adó formájában.
2016-ban a saját bejegyzett vállalkozásukban önálló vállalkozóként dolgozók mediánjövedelme 50 347 dollár volt. A saját, bejegyzetlen cégükben önálló vállalkozóként dolgozó magánszemélyek esetében ez az összeg 23 060 dollár volt.

### Bevándorlók és etnikai kisebbségek
Az önfoglalkoztatás viszonylag gyakori az Egyesült Államokban az új bevándorlók és az etnikai kisebbségek körében. Általában magasabb az önfoglalkoztatás aránya a bevándorlók körében, mint az Amerikában született lakosság körében, faji vagy etnikai hovatartozástól függetlenül. Ugyanakkor az önfoglalkoztatás megoszlása az Egyesült Államokban nem egyenletes a faji és etnikai csoportok között. A fehér bőrű bevándorlók és gyermekeik körében a legnagyobb a valószínűsége annak, hogy jövedelmező ágazatokban – például a szakmai szolgáltatásokban vagy a pénzügyi szektorban – vállalkoznak. Ezzel szemben a faji és etnikai kisebbségek ritkábban választják az önfoglalkoztatást, mint a belföldi fehérek, kivéve az ázsiai bevándorlókat, akik körében magas az önfoglalkoztatási arány, elsősorban alacsonyabb presztízsű ágazatokban, mint a kiskereskedelem vagy a személyi szolgáltatások. Ahogy a hagyományos munkaerőpiacon, úgy az önfoglalkoztatás is faji és etnikai alapon rétegződik az Egyesült Államokban. Általánosságban elmondható, hogy az önfoglalkoztatás gyakoribb a bevándorlók körében, mint az Egyesült Államokban született második generációs gyermekeik körében. Az ázsiai bevándorlók második generációs gyermekei azonban továbbra is kereshetnek önálló vállalkozói lehetőségeket számos iparágban és foglalkozásban.

### Adózás
Az Egyesült Államokban az önfoglalkoztatási adó jellemzően 15,30%, ami nagyjából megegyezik a munkavállaló és a munkáltató FICA-adó keretében befizetett együttes hozzájárulásával. A kulcs két részből tevődik össze: 12,4% a társadalombiztosításra és 2,9% a Medicare- re. Az önfoglalkoztatási adó társadalombiztosítási része csak a 2019-es adóév első 132 900 dolláros jövedelemére vonatkozik. Nincs felső határa annak az összegnek, amely az önfoglalkoztatási adó 2,9%-os Medicare-része alapján adóköteles. Valójában egy további 0,9%-os Medicare adókulcs vonatkozik rá, ha egy önálló vállalkozó meghaladja a 200 000 dollárt (egyedülálló).
Általában az önálló vállalkozói jövedelemnek csak 92,35%-a adóköteles a fenti adókulcsok szerint. Ezenkívül az önfoglalkoztatási adó fele, azaz a munkáltatói adóval egyenértékű rész, levonható a jövedelemből.
A 2010-es adókedvezményről szóló törvény 2%-kal csökkentette az önfoglalkoztatási adót a 2011-es naptári évben szerzett önfoglalkoztatási jövedelem esetében, összesen 13,3%-kal. Ez a mérték a 2012-es naptári évben szerzett jövedelemre is vonatkozik a 2011-es ideiglenes bérszámfejtési adócsökkentés folytatásáról szóló törvény értelmében. Az egyéni vállalkozók néha több levonást vallnak be, mint egy átlagos alkalmazott. Az utazás, az egyenruhák, a számítógépes berendezések, a mobiltelefonok stb. költségei jogos üzleti költségként levonhatók.
Az önálló vállalkozók az üzleti bevételeiket vagy veszteségeiket az IRS 1040-es nyomtatványának C. mellékletében jelentik be, míg az önálló vállalkozói adót az SE. mellékletben számítják ki. Ha a becsült adókötelezettség meghaladja az 1000 dollárt, a becsült adókat negyedévente kell megfizetni az 1040-ES nyomtatványon.

### 401(k) nyugdíjszámla
Az önálló vállalkozók nem vehetnek részt a hagyományos, munkáltató által működtetett 401(k) nyugdíjprogramban, amelyhez a legtöbb ember hozzászokott. Számukra azonban több lehetőség is rendelkezésre áll a nyugdíj-megtakarításra. Sokan választják a leegyszerűsített alkalmazotti nyugdíjprogramot (SEP), amely lehetővé teszi, hogy jövedelmük akár 25%-át, illetve legfeljebb évi 54 000 dollárt (2017-es adat) befizessenek. Létezik továbbá az önálló vállalkozók számára kialakított Self-Employed 401(k) (vagy SE 401(k)) program is. A hozzájárulási limitek némileg eltérhetnek attól függően, hogyan van felépítve a vállalkozás.
A meghatározott juttatású nyugdíjprogram egy harmadik lehetőség, amely magas befizetési limitekkel rendelkezik, és úgy működik, mint egy hagyományos nyugdíjprogram. Az egyéni vállalkozók választhatnak SIMPLE IRA-t is, amely lehetővé teszi számukra, hogy a saját nyugdíjtervük mellett a munkavállalói nyugdíjtervekbe is befizessenek.

### A jövedelemnövekedésre gyakorolt hatások
Kutatások kimutatták, hogy az önfoglalkoztatás szintje az Egyesült Államokban növekszik, és bizonyos körülmények között ez pozitív hatással lehet az egy főre jutó jövedelemre és a munkahelyteremtésre. Az MBO Partners 2017-es tanulmánya szerint az önálló vállalkozói munkaerő 1,2 billió dollár bevételt generál az amerikai gazdaság számára, ami a nemzeti GDP körülbelül 6%-ának felel meg. Az Atlantai Szövetségi Tartalékbank és a Pennsylvaniai Állami Egyetem 2011-es tanulmánya az amerikai önfoglalkoztatási szint alakulását vizsgálta 1970 és 2000 között. Az Egyesült Államok Gazdaságelemző Hivatalának adatai szerint a nem mezőgazdasági vállalkozóként (NFP) vagy önálló vállalkozóként regisztrált személyek száma a nagyvárosi megyékben 1969 és 2006 között 244%-kal nőtt, míg a nem nagyvárosi megyékben 93%-kal emelkedett. Relatív értelemben az önálló vállalkozók aránya a munkaerő-állományon belül a nagyvárosi megyékben 1969-ben 14%-ról 2006-ra 21%-ra nőtt, míg a nem nagyvárosi megyékben 11%-ról 19%-ra emelkedett.
A nem nagyvárosi megyékben végzett tanulmány megállapította, hogy az önfoglalkoztatás szintjének növekedése jelentős emelkedéssel járt együtt az egy főre jutó jövedelem és a munkahelyteremtés terén, valamint a családi szegénységi szint számottevő csökkenésével. 1969-ben a nem mezőgazdasági önálló vállalkozók átlagjövedelme 6758 dollár volt, szemben az alkalmazotti fizetésekből származó 6507 dollárral. 2006-ra ez a különbség 12 041 dollárra nőtt az alkalmazottak javára. A tanulmány szerint a különbség részben az önálló vállalkozók jövedelmének aluljelentéséből fakadhat. Alternatív magyarázatként felmerül, hogy az alacsony termelékenységű munkavállalók elveszítik állásukat, és kényszerűségből önálló vállalkozóként folytatják tevékenységüket. Továbbá, egyes kutatások azt mutatják, hogy a magasabb helyi munkanélküliségi ráta arra készteti a munkavállalókat, hogy önként válasszák az önfoglalkoztatást, akárcsak a korábbi munkanélküliségi tapasztalatok.

## Európai Unió
Az Európai Bizottság az önálló vállalkozót úgy határozza meg, mint olyan személyt, aki „saját számlára kereső tevékenységet folytat a nemzeti jogszabályokban meghatározott feltételek szerint”. Az ilyen tevékenység gyakorlása során a személyes közreműködés különös jelentőséggel bír, és mindig nagyfokú önállóságot igényel a szakmai feladatok ellátásában. Ez a meghatározás a 2010/41/EU irányelvből származik, amely a férfiak és nők közötti egyenlő bánásmód elvének alkalmazásáról szól az önálló vállalkozói tevékenységet folytató személyek esetében . Ez ellentétben áll egy alkalmazottal, aki a munkáltatójának van alárendelve és attól függ.
Ezenkívül az Európai Unió működéséről szóló szerződés (EUMSZ) 53. cikke rendelkezik az önálló vállalkozói tevékenységet megkezdők és folytatók szabad mozgásáról. Kimondja: „Annak érdekében, hogy megkönnyítse a személyek számára az önálló vállalkozói tevékenység megkezdését és folytatását, a Tanács [...] irányelveket bocsát ki az oklevelek, bizonyítványok és egyéb képesítési tanúsítványok kölcsönös elismerésére vonatkozóan.”
Az önfoglalkoztatási munkavégzés nem csoportosítja a homogén munkavállalókat. Ahogy az Európai Bizottság 2010-ben jelezte,  „az önfoglalkoztatás fogalmának eltérő értelmezése és definíciója létezik az országokban, számos különböző alkategóriával: például a vállalkozás jogi státusza, hogy a vállalkozásnak vannak-e alkalmazottai (munkáltatók kontra önálló munkavállalók) és/vagy az ágazat, amelyben a vállalkozás működik. Egyes országok különbséget tesznek az önálló vállalkozói státusz és a „függő önálló vállalkozó” státusz között is (pl. Spanyolország, Olaszország), ahol az önálló vállalkozó csak egy ügyfélnek dolgozik. Mások megkülönböztetik az önfoglalkoztatást, amelyet a fizetett munkaviszony mellett végeznek (pl. Belgium)”.
A „Schijnzelfstandigheid” egy holland kifejezés, amely a színlelt önfoglalkoztatásra utal. Ez akkor fordul elő, amikor egy személyt hivatalosan szabadúszóként vagy önálló vállalkozóként sorolnak be, miközben a gyakorlatban ugyanazok szerint a feltételek szerint dolgozik, mint egy rendes alkalmazott – anélkül, hogy megilletnék a munkavállalói jogok és juttatások, mint például a fizetett szabadság, a társadalombiztosítás vagy az elbocsátás elleni védelem.
Ez a helyzet gyakran akkor fordul elő, amikor a munkáltatók megpróbálják elkerülni az adókat, a társadalombiztosítási járulékokat vagy a munkaügyi szabályozásokat azáltal, hogy független vállalkozóként alkalmazzák a munkavállalókat, ahelyett hogy hivatalos munkaszerződést kínálnának nekik. A schijnzelfstandigheid (álfüggetlenség) jogi problémákhoz vezethet, mivel a munkaügyi törvények kijátszásának minősül, és visszaélésnek tekinthető a munkavállalók védelmét szolgáló szabályozásokkal szemben.
Az elmúlt években számos ország, köztük Hollandia is, szigorított a szabályozásokon a probléma megelőzése és kezelése érdekében, annak biztosítására törekedve, hogy azokat a munkavállalókat, akiket alkalmazottnak kellene besorolni, ne kezeljék jogtalanul független vállalkozóként.
Az Európai Parlament állásfoglalása a mindenki számára elérhető szociális védelemről  kimondta, hogy: „az önfoglalkoztatás egyértelmű nemzeti meghatározásának hiánya növeli az ál-önfoglalkoztatás kockázatát”, az Európai Parlament megújított szociális menetrendről szóló állásfoglalása pedig felkéri a tagállamokat, hogy tegyenek olyan kezdeményezéseket, amelyek „egyértelmű különbséget tennének a munkáltatók, a valódi önfoglalkoztatók és a kisvállalkozók, valamint a munkavállalók között”.
Az önfoglalkoztatást többnyire csak országos szinten szabályozzák. Minden hatóság és egyes szerv a saját jogi és szabályozási keretrendszerét alkalmazza, amely a hatáskörétől vagy szakpolitikai területétől (például adójog, társadalombiztosítás, üzleti jog, munkaerőpiac, biztosítás) függően változhat. Az önfoglalkoztatással kapcsolatos rendelkezések ezért országonként jelentősen eltérnek. Az Európai Alapítvány az Élet- és Munkakörülmények Javításáért (Eurofound) 2014-es megállapítása szerint az önálló vállalkozók sokszínűsége különféle szabályozási formákat eredményezett, amelyeket többnyire nemzeti szinten határoztak meg: „Az uniós munkajog az önálló vállalkozókat főként szűken meghatározott területeken, például a szabad mozgás és az egyenlő bánásmód területén kezeli.”
Az Európai Független Szakemberek Fóruma (EFIP) ajánlása szerint az EU-nak, a munkáltatóknak, a munkavállalóknak és az önfoglalkoztatottakat képviselő szervezeteknek el kellene fogadniuk a valódi önfoglalkoztatás európai szintű közös elismerését, valamint egy egységes meghatározást, amely tartalmazza a különböző ágazatokra vonatkozó közös terminológiát

## Egyesült Királyság
Az Egyesült Királyságban az önálló vállalkozó egyéni vállalkozóként vagy partnerségben (beleértve a korlátolt felelősségű társaságot vagy „LLP-t”) tagként működhet, de nem bejegyzett korlátolt felelősségű (vagy korlátlan ) társaságon keresztül. Az is lehetséges, hogy valaki olyan vállalkozást alapítson, amelyet csak részmunkaidőben vagy teljes munkaidős állással párhuzamosan működtet.
A McKinsey Global Institute 2016-os tanulmánya szerint 14 millió „független munkavállaló” él az Egyesült Királyságban, bár a Képviselőház Munkaügyi és Nyugdíjügyi Bizottsága 2017-es jelentése szerint 5 millió ember, a munkaerő 15%-a volt önálló vállalkozó.  A Nemzeti Statisztikai Hivatal a 2001 (3,3 millió ember, azaz a munkaerő 12%-a) és 2017 (4,8 millió ember, azaz a munkaerő 15,1%-a) közötti „gyors növekedésről” számolt be az önfoglalkoztatásban, London, Yorkshire és Humber, valamint a délkeleti régiók mutatták a legnagyobb növekedési ütemet.  Sok fogyatékkal élő ember úgy dönt, hogy önálló vállalkozó lesz.
Az önfoglalkoztatás, bár népszerű, számos jogi kötelezettséggel jár. Távmunka esetén időnként szükség lehet a helyi önkormányzat engedélyére, hogy a lakás egy részét üzleti helyiségként használhassák. Ha az önálló vállalkozó elektronikus formában tárolja az ügyfelek vagy beszállítók adatait, regisztrálnia kell az Információs Biztos Hivatalánál . Egyéb jogi felelősségi körök közé tartozik a törvényes felelősségbiztosítás, a helyiségek akadálymentesítetté tétele, valamint a pénzügyi tranzakciók megfelelő nyilvántartása és elszámolása. A felelősségi körrel kapcsolatos ingyenes tanácsadás a kormány által működtetett Business Link központokban érhető el.
Az Egyesült Királyság kormánya kijelentette, hogy „az önfoglalkoztatás nem mindenkinek a megfelelő választás”.:5
A Nemzeti Statisztikai Hivatal megfigyelése szerint az önfoglalkoztatásból származó jövedelem szintjére vonatkozó információk korlátozottak, és nagyrészt felmérésekből származnak.
Az Alsóház Munkaügyi és Nyugdíjügyi Bizottsága 2017 májusában arról számolt be, hogy bizonyos önfoglalkoztatások „ál-” önfoglalkoztatásnak minősülhetnek, megjegyezve, hogy „a vállalatok kisebbsége” azt az elképzelést hirdeti, hogy a foglalkoztatás rugalmasságát csak önfoglalkoztatás révén lehet biztosítani, és hogy az önfoglalkoztatói státusz ilyen jellegű visszaélése „a szociális háló támogatásának terhét a jóléti államra hárítja, miközben csökkenti az adóbevételeket”.:3

## Fordítás
Ez a szócikk részben vagy egészben  a   Self-employment című angol Wikipédia-szócikk ezen változatának fordításán alapul.  Az eredeti cikk szerkesztőit annak laptörténete sorolja fel. Ez a jelzés csupán a megfogalmazás eredetét és a szerzői jogokat jelzi, nem szolgál a cikkben szereplő információk forrásmegjelöléseként.